# Hideo Nakata
Hideo Nakata (Japans: 中田 秀夫) (Prefectuur Okayama, 19 juli 1961)  is een Japanse filmregisseur.
Zijn debuutfilm joyū rei uit 1996 was een grote flop, maar zijn tweede film Ringu uit 1998 werd een grote internationale hit en kreeg zelfs een succesvolle Amerikaanse remake genaamd The Ring met Naomi Watts. Na Ringu regisseerde hij Ringu 2 in 1999 en Dark Water in 2005. Nakata maakte zijn Engelstalige debuut in 2005 met The Ring Two, een vervolg op de remake van zijn eigen film. Zijn film Chatroom uit 2010 werd geselecteerd voor Un certain regard op  het Filmfestival van Cannes.